# هنري أوينز (لاعب كرة قاعدة)
هنري أوينز (بالإنجليزية: Henry Owens) هو لاعب كرة قاعدة أمريكي، ولد في 21 يوليو 1992 في أورانج في الولايات المتحدة.

## وصلات خارجية
- هنري أوينز (لاعب كرة قاعدة) على موقع دوري كرة القاعدة الرئيسي (الإنجليزية)
- هنري أوينز (لاعب كرة قاعدة) على موقعبيزبول رفرنس.كوم (الدوري الرئيسي) (الإنجليزية)
- هنري أوينز (لاعب كرة قاعدة) على موقعبيزبول رفرنس.كوم (الدوري الثانوي) (الإنجليزية)
- هنري أوينز (لاعب كرة قاعدة) على موقع إي إس بي إن.كوم (أم.أل.بي) (الإنجليزية)
- هنري أوينز (لاعب كرة قاعدة) على موقع مشجعي الرسوم البيانية (الإنجليزية)